# Jurij Cornelisse
Jurij Cornelisse (født i Alkmaar den 8. maj 1975) er en hollandsk professionel fodboldspiller som i øjeblikket spiller for FC Groningen.
Cornelisse begyndte at spille fodbold hos amatørerne fra AFC'34 og spillede også hos AZ Alkmaar's ungdom. Han begyndte sin professionelle fodboldkarriere hos TOP Oss. Her spillede han i 2 sæsoner. 
På et tidspunkt begyndte RSC Anderlecht at blive interreseret i ham, og den belgiske klub købte ham hos TOP Oss. I Belgien blev han skadet i en testkamp mod hans gamle hold TOP Oss, da han brækkede sin vrist. Cornelisse ville tilbage til Holland fordi det tog længere tid for at få vristen til at vokse sammen end troet, og fordi træneren Arie Haan blev fyret, og den nye træner købte 9 nye spillere. Efter den tabte sæson skiftede Cornelisse til RKC Waalwijk.
I Waalwijk spillede Cornelisse i 5 sæsoner. Efter det skrev han kontrakt med NAC Breda. Ved at skrive kontrakt sagde Cornelisse: "Stemningen hos NAC er fantastisk. Jeg er meget stolt over at jeg skal spille fodbold hos NAC."
Dog skiftede han allerede 1 sæson senere, til FC Groningen hvor han begyndte at spille i angrebet efter at have spillet på midtbanen.
Cornelisse er blevet kendt for at han slår vejrmøller efter at have scoret et mål. Jurij Cornelisse har også en ældre bror, Tim Cornelisse, som også spiller fodbold. Han spiller for FC Utrecht.